# Asota fereunicolor
Asota fereunicolor is een vlinder uit de familie spinneruilen (Erebidae). De wetenschappelijke naam is voor het eerst geldig gepubliceerd in 1972 door de Toulgoët.
De soort komt voor in tropisch Afrika.